# 长芋螺
长芋螺（学名：Conus australis），是新腹足目芋螺科芋螺属的一种。主要分布于中国大陆、台湾，常栖息在潮下带。